# Domitian von Kärnten

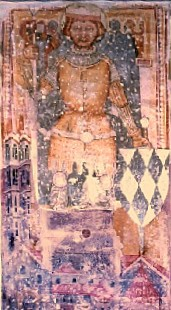
Darstellung des Domitian (Fresko von 1429 in der Stiftskirche Millstatt)

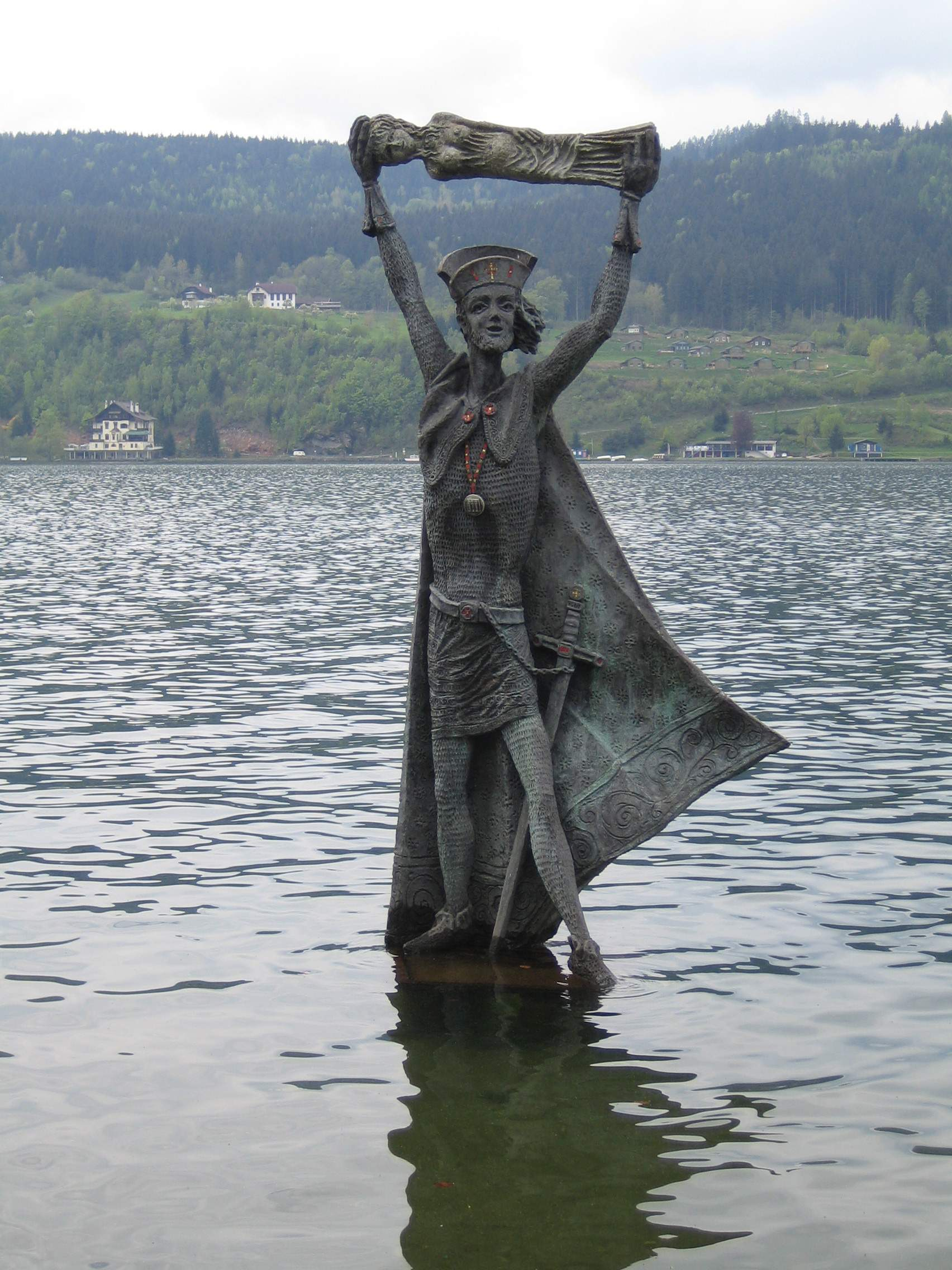
Statue des Domitian im Millstätter See

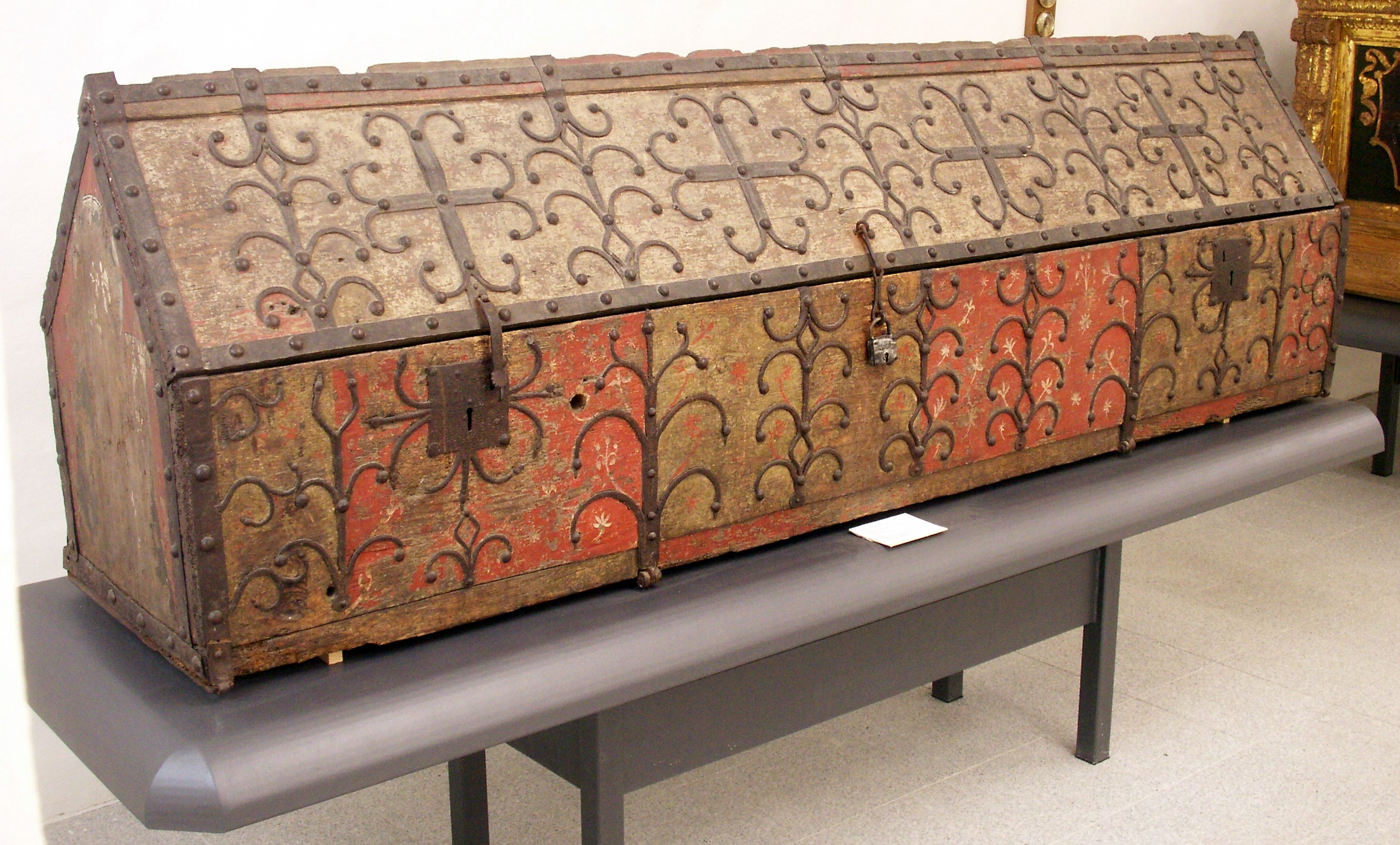
Romanischer Reliquienschrein des hl. Domitian

Domitian von Millstatt war ein als Heiliger verehrter slawischer Edler zur Zeit Kaiser Karls des Großen (747 oder 748–814). Er gilt als Begründer der Kirche von Millstatt.

## Überlieferungssituation
Die Kenntnis von diesem Heiligen beruht auf einer Beschreibung seines Lebens und Wirkens wie auch der auf seine Fürbitte gewirkten Wunder und Gebetserhörungen in einer Pergamentschrift aus der 1. Hälfte des 15. Jahrhunderts, die sich als Leihgabe der Stiftskirche Millstatt im dortigen Stiftsmuseum befindet. Sie ist eine Abschrift eines um das Jahr 1306 abgeschlossenen, aus mehreren Abschnitten bestehenden Berichtes. Der älteste Abschnitt geht auf die Zeit um 1170 zurück und schildert das Leben des Heiligen sowie das Schicksal seiner Reliquien bis in die Mitte des 12. Jahrhunderts. Der zweite Teil schildert Ereignisse bis in die Mitte des 13. Jahrhunderts und der dritte Teil Ereignisse bis 1304/5.

## Vita
Aus dem ersten Teil seien die wichtigsten Sätze über das Leben des Domitian zitiert:
„Allen, die vertrauensvoll an Christus glauben und die hervorragenden Verdienste des seligen Domitian kennen wollen, möchten wir, so gut wir es vermögen, mittels der Wahrheit, die Christus ist, darlegen, was wir sowohl durch Schriften als auch durch unsere Vorgänger und Vorfahren übernommen haben. So steht es fest, dass der selige Domitian einst als Herzog Karantaniens gelebt hat, wie ja auch an seinem Grabmal in Stein gehauen zu lesen ist: „Im Namen des Vaters und des Sohnes und des Heiligen Geistes. Hier ruht der selige Herzog Domitian, der erste Gründer dieser Kirche, der dieses Volk vom Unglauben zum Christentum bekehrte“. In der Inschrift war außerdem angeführt, zu welcher Zeit er gelebt hatte, aber durch die Nachlässigkeit und die Schuld früherer Generationen ist dies zerstört worden. Als er vom heiligen Rupert, wie manche behaupten, oder aber von einem seiner Nachfolger getauft worden war, was wir eher annehmen, kam er nach Millstatt und fand dort eine nicht unbedeutende Verehrung von Götzen vor, wie ja auch die Etymologie des Ortsnamens deutlich zeigt. Der Name Millstatt kommt von den tausend Statuen, die dort das Volk, im alten Irrglauben verstrickt, verehrte. Nach dem Vorbild des Bonifatius zerstörte jener Selige diese Statuen und als er jede Schändlichkeit der Götzen getilgt hatte, ließ er die Kirche, die ursprünglich den tausend Götzen geweiht war, bald zu Ehren Aller Heiligen weihen. Als er nach einem guten Lebenswandel den Lauf seines Lebens im Frieden mit Gott und den Mitmenschen glücklich vollendete, wie ja auch seine Verdienste beweisen, wurde sein ehrwürdiger Leib in einem kleinen Gebäude neben der Hauptkirche beigesetzt.“
Im weiteren Verlauf der Vita wird von einer Auffindung der Reliquien des Domitian unter einem Abt Martin berichtet, der vermutlich der erste Abt des von Pfalzgraf Aribo II. († 1102) und seinem Bruder Poto (auch Boto) „der Tapfere“ († 1104) um 1070 gegründeten Klosters Millstatt war. Zu seiner Zeit seien Verstorbene der Aribonen in der Grabkapelle des Domitian beigesetzt worden, was den Abt bewog, dessen Gebeine in der Stiftskirche beizusetzen. Von einem weiteren Abt namens Otto, der zwischen 1124 und 1166 das Kloster leitete, wird über eine Wiederauffindung der Reliquien des Domitian wie auch seiner Frau Maria und eines Kindes, vermutlich in der Zeit um 1130/40 berichtet. Diese Wiederauffindung stand in Zusammenhang mit dem Neubau von Kloster und Kirche nach einem Brand um 1122/24, der die gesamte Anlage vernichtet hatte. Abt Otto ließ die Gebeine zur Verehrung durch die Gläubigen in einem Reliquienschrein beisetzen, der heute noch erhalten ist.

## Forschung
In seinem Artikel über den heiligen Domitian hat Robert Eisler die Vita als eine Fälschung der Mönche von Millstatt bezeichnet, die durch die Erfindung des Domitian als Klostergründer die Vogteirechte der Görzer Grafen als Nachfahren der Aribonen abschütteln wollten. Die verschiedenen, von Eisler vorgebrachten Argumente wurden von vielen Historikern ungeprüft übernommen. Inzwischen konnte nachgewiesen werden, dass sie jeder Beweiskraft entbehren und zum Teil unrichtig sind. Den deutlichsten Beweis dafür liefert die Vita selbst, wenn es dort im Anschluss an die Lebensbeschreibung heißt: „Nachdem viel Zeit verstrichen war, lebte ein Pfalzgraf aus Bayern namens Arbo; ihm gehörte fast das ganze Gebiet um Millstatt und er begründete dort als erster die Klostergemeinschaft.“ Wenn in diesem Text der Vita ausdrücklich festgehalten ist, dass Arbo die Klostergemeinschaft in Millstatt begründet hat und dass ihm fast das gesamte Gebiet gehörte, dann wird damit auch anerkannt, dass dessen Nachfahren die Vogteirechte zukommen. Im Liturgischen Kalender des Millstätter Sakramentars aus der Zeit um 1160 findet sich zum 5. Februar nach der Nennung der Jungfrau und Märtyrerin Agatha die Eintragung „Domiciani ducis“. Diese Eintragung bedeutet, dass ihm bereits liturgische Verehrung zuerkannt wurde. Entgegen der Annahme Eislers handelt es sich nicht um einen späteren Nachtrag, sondern um eine ursprüngliche Eintragung. Auch im ältesten Nekrolog des Klosters, ebenfalls aus dem 12. Jahrhundert, findet sich zum 5. Februar die Eintragung „Domicianus dux fundator huius ecclesiae“, die Domitian als Begründer der Kirche von Millstatt bezeichnet. Am Anfang der Vita wird darauf hingewiesen, dass ein Teil der ursprünglichen Grabinschrift, der einen Hinweis auf die Zeit des Wirkens Domitians beinhaltet habe, verloren gegangen sei. Beim Ausbau des Stiftsmuseums Millstatt tauchte ein bereits Anfang des 20. Jahrhunderts photographiertes Marmorfragment auf, dessen Text von Franz Glaser als Teil der ursprünglichen Grabinschrift aus der 1. Hälfte des 9. Jahrhunderts identifiziert werden konnte und als Zeitangabe die Herrschaft Kaiser Karls des Großen anführt. Die Rekonstruktion dieser Grabinschrift lautet:
„+ HIC QUIESCIT DOMICIA / NUS DUX QUI KAROLI IMP. / TEMPORIBUS PAGANITA / TEM DEVICIT ET POPULUM / AD FIDEM CONVERTIT“
Zu deutsch: „+ Hier ruht Herzog Domitian, der zur Zeit Kaiser Karls das Heidentum besiegte und das Volk zum Glauben bekehrte“.
Daraus ergibt sich, dass Domitian zur Zeit Karls des Großen gelebt und gewirkt hat und dass ihm die Bekehrung des Volkes, der zu dieser Zeit überwiegend slawischstämmigen Bevölkerung von Oberkärnten zu verdanken ist. Wenn man die Angaben der Domitians-Vita mit den Schilderungen der Conversio Bagoariorum et Carantanorum in Verbindung setzt, dann kann man in Domitian einen slawischen Edlen erblicken, der als junger Mensch nach Salzburg gebracht wurde, dort im christlichen Glauben unterwiesen und vom dortigen Bischof, vermutlich Virgil (746 – 784), getauft wurde. Er kam dann in seine Heimat nach Oberkärnten zurück, wo er als „Herzog“, als lokaler Herrscher unter der Oberherrschaft der Franken regierte und sein Volk zum christlichen Glauben führte.
In Millstatt fand er eine heidnische Kultstätte vor, die der Verehrung zahlreicher slawischer Gottheiten diente, deren „tausend Statuen“ er zerstörte, um das Heiligtum in eine christliche Kirche umzuwandeln. Die zur Zeit der Abfassung der Vita existierende Stiftskirche war dem „Erlöser und allen Heiligen“ geweiht, ein Patrozinium, das auch heute noch besteht. Aus diesem Titel und einer volksetymologischen Deutung des Ortsnamens ergab sich dann, dass aus den vielen Götzenstatuen die „tausend Statuen“ (lat. mille statuae) wurden. Interessant ist der Hinweis, dass Domitian ein bestehendes Kultgebäude in eine christliche Kirche umwandelte. Da kaum Kultgebäude slawischer Völker bekannt sind, sondern ihnen eher Kulthaine zur Verehrung ihrer Gottheiten dienten, kann man vermuten, dass das Kultgebäude eventuell ein römisches Heiligtum war, das nach dem Eindringen der Slawen im Zuge der Völkerwanderung von diesen für ihre Kulte verwendet wurde.

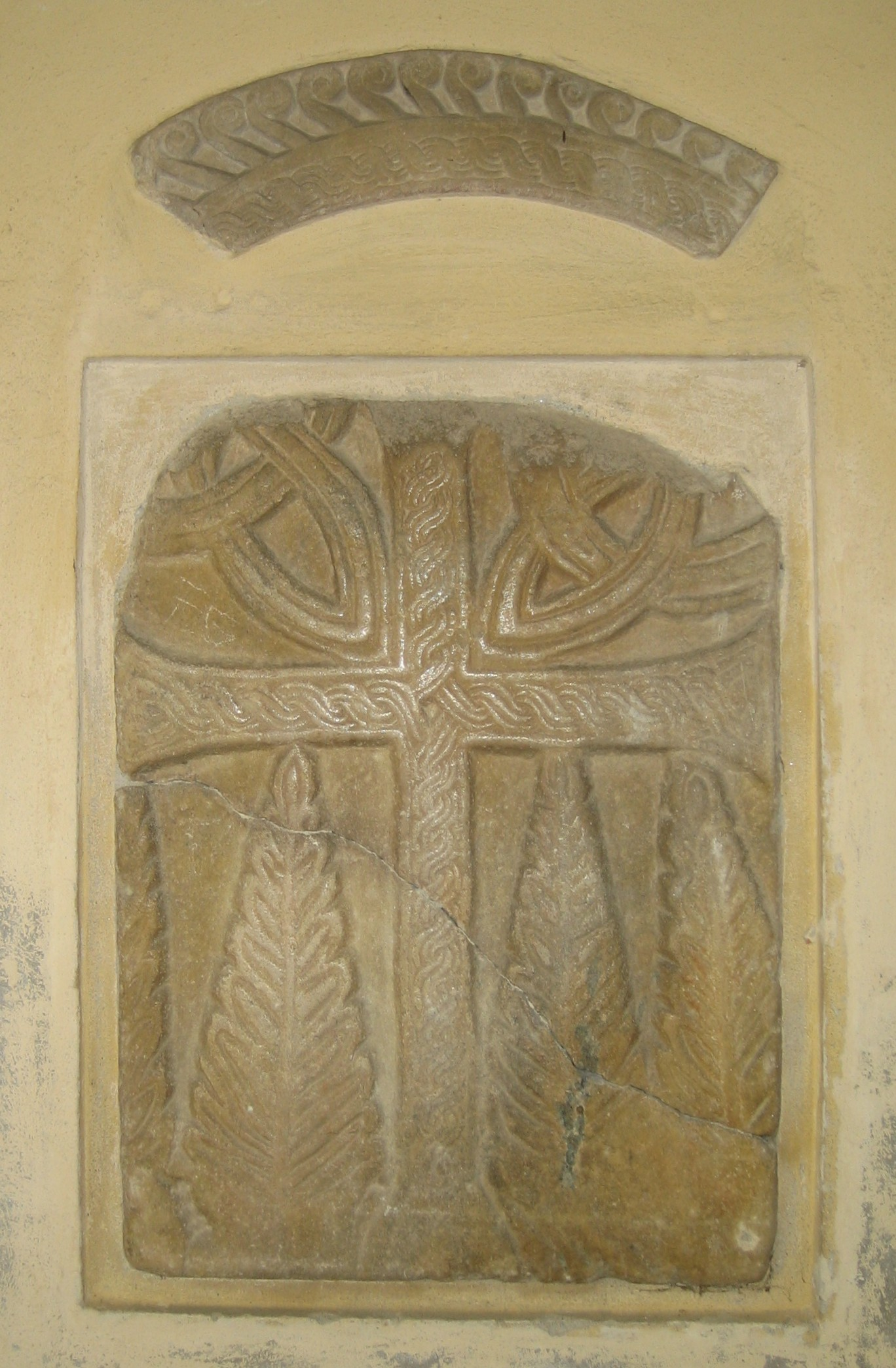
Karolingische Flechtwerksteine der ersten Kirche in Millstatt (8./9. Jahrhundert)

Dass in Millstatt bereits im 8./9. Jahrhundert eine christliche Kirche bestand, bezeugen die zahlreichen Flechtwerksteine, die im Bereich der Kirche und des Stiftsgebäudes von Millstatt gefunden wurden. Nach seinem Tode wurde entsprechend den Schilderungen der Vita der Leichnam des Domitian in einem kleinen Gebäude, einer Grabkapelle, neben der Hauptkirche beigesetzt und er selbst vom gläubigen Volk als Heiliger verehrt. Die Nennung im Liturgischen Kalender des Millstätter Sakramentars ist ein Beweis dafür, dass über die Jahrhunderte hinweg die Verehrung erhalten blieb. Sie führte dazu, dass vom ersten Abt des Klosters Martin die Reliquien erhoben und in der Kirche beigesetzt wurden. Ein Vorgang, der Ausdruck einer offiziellen Anerkennung seiner Verehrung war, die dann aber zeitweise wieder in Vergessenheit geriet. Erst durch die von Abt Otto um 1130/40 vorgenommene Übertragung der Reliquien in den heute noch erhaltenen romanischen Reliquienschrein erhielt die Verehrung erneuten Auftrieb und führte zu zahlreichen Wundern und Gebetserhörungen, wie im 2. und 3. Teil der Vita ausführlich berichtet wird. Am 27. Juni 1441 wurden durch Bischof Johannes Schallermann von Gurk die im Schrein aufbewahrten Reliquien überprüft, es ergab sich daraus, dass es sich um Gebeine eines Mannes, einer Frau und eines Kindes handelte, und über diese Untersuchung eine Urkunde ausgestellt. Wenige Jahre später, vermutlich 1449, entstand die Grabplatte des Domitian, die heute an der Rückwand der Domitianskapelle aufgestellt ist und den Heiligen in voller Rüstung darstellt. Die Umschrift lautet:
„BEATUS DOMITIANUS DUX NORICORUM FUNDATOR HUIUS MONASTERII MILLSTADIENSIS LOCUS LAUDABILIS SUAE SEPULTURAE DOMUS DEO DILECTA 1449“
Zu deutsch: „Der selige Domitian, Herzog der Noriker, Gründer dieses Klosters Millstatt, lobwürdiger Ort seiner Grabstätte, ein von Gott geliebtes Haus 1449“.
In dieser Inschrift wird Domitian mit dem Gründer des Klosters, nämlich dem Pfalzgrafen Aribo zu einer Person vereint, wie es auch das Fresko von 1429 in der Stiftskirche andeutet, das Domitian mit dem bayerischen Rautenschild darstellt. Die Verbindung von bayerischem und kärntnerischem Wappen findet sich auf der erwähnten Grabplatte von 1449, auf dem Meister Thomas von Villach zugeschriebenen Fresko beim Friedhofeingang (um 1490) sowie auf dem Domitian darstellenden Tafelbild desselben Meisters (vermutlich Bestandteil eines Millstätter Flügelaltares) im Stadtmuseum Villach. Dementsprechend heißt es in der Österreichischen Chronik des Jacob Unrest (ausgehendes 15. Jahrhundert): „Milstatua, das ain saliger hertzog von Payren, genannt Domicianus, der daselb begraben ligt, gestifft hat, und dieselb gult ist vor lanngen jaren der von Gortz gewesen und cham mit hayrat gen Payren“. Obwohl die in der 1. Hälfte des 15. Jahrhunderts entstandene Pergamentschrift der Domitians-Vita hinsichtlich der Klostergründung eine eindeutige Aussage macht, wird sie in diesem Text dem Domitian zugeschrieben, allerdings mit den für Aribo geltenden Kennzeichnungen.

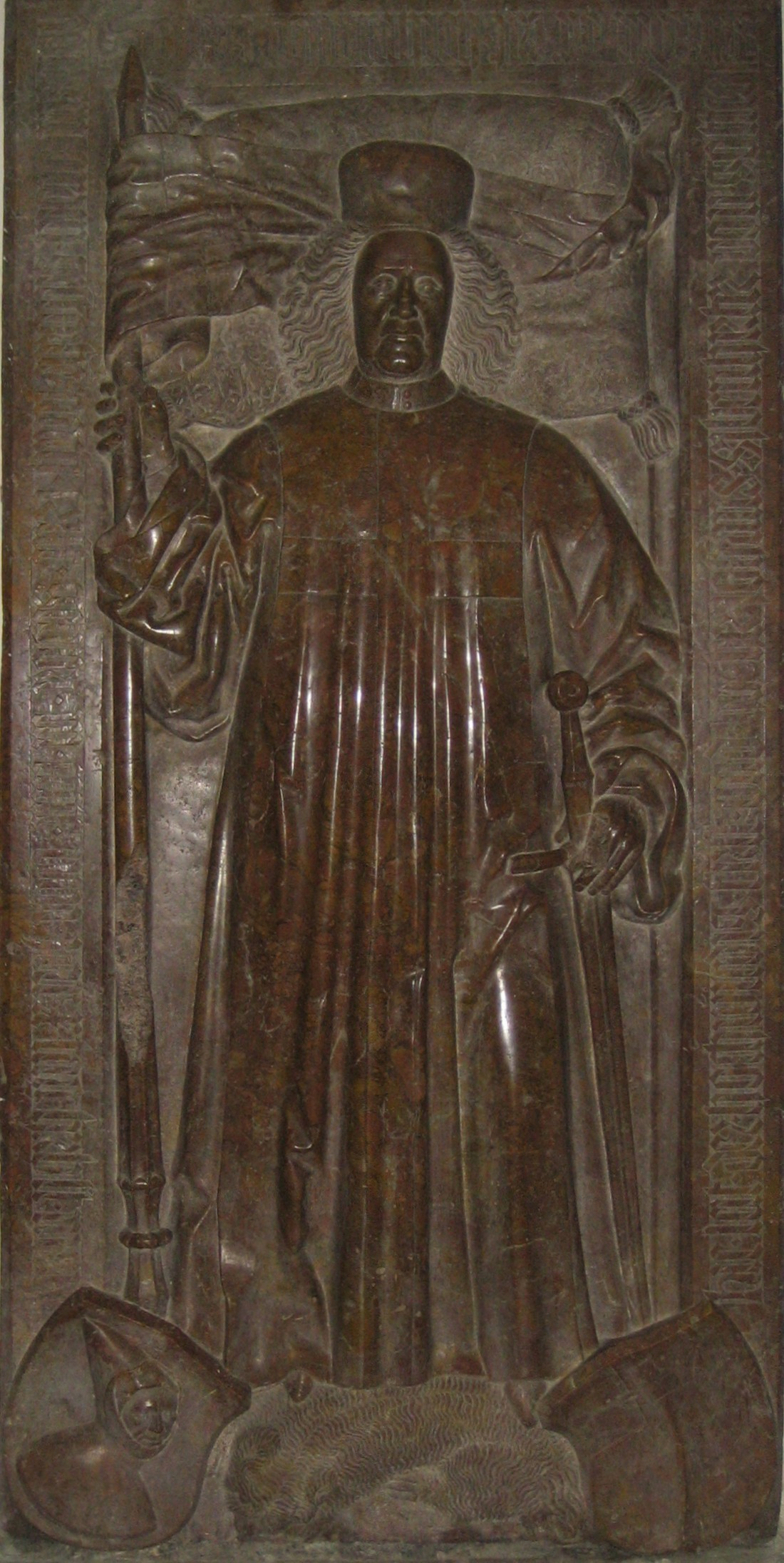
Grabplatte Johann Siebenhirters

Im Jahre 1492 errichtete der erste Hochmeister des St. Georgs-Ritterordens, Johann Siebenhirter, im nördlichen Seitenschiff ein Hochgrab, bei dem die schon 1449 entstandene Grabplatte Verwendung fand. Hinter diesem Hochgrab, in der Apsis des nördlichen Seitenschiffs befand sich vermutlich der von Meister Thomas geschaffene Flügelaltar mit einer Darstellung des Heiligen.
Das weitere Schicksal der Reliquien ist mit dem Wirken der Jesuiten in Millstatt verbunden. Im Jahre 1632 erfolgte die Errichtung einer eigenen Kapelle zu Ehren des Heiligen und die Übertragung des Hochgrabes mit den Reliquien in diese Kapelle; es handelt sich um die heutige Annakapelle im Anschluss an das nördliche Seitenschiff der Kirche. Im Jahre 1717 wurden die Reliquien in einem gläsernen Sarkophag in die mit großem Aufwand umgestaltete bisherige Marienkapelle südlich der Stiftskirche, die heutige Domitianskapelle übertragen. In den Jahren nach 1760 bemühte sich der Jesuitenpater Mathias Rieberer um eine offizielle Kultanerkennung durch Rom; das Ansuchen hatte trotz einer massiven Unterstützung durch Kaiserin Maria Theresia keinen Erfolg. Es wurde durch die römischen Stellen vielmehr bedeutet, dass eine solche Kultanerkennung nicht erforderlich sei, da die Verehrung des Domitian nachweislich in die Zeit vor Papst Alexander III. (1159–1181) zurückreicht; erst dieser Papst hatte Heiligsprechungen dem päpstlichen Stuhl vorbehalten. Im 17. und 18. Jahrhundert wurde Domitian offiziell als Landespatron von Kärnten verehrt. Ihm zur Ehre wurde 1734 die Burgkapelle errichtet und von Josef Ferdinand Fromiller an der Altarseite ein Fresko, die Apotheose des Domitian darstellend, geschaffen.
Während die ursprüngliche Domitians-Vita sehr knapp und nüchtern über das Leben und Wirken des Heiligen berichtet, entstanden im 17. Jahrhundert eine große Anzahl an phantasievollen Ausschmückungen und Legenden, angefangen von der Abstammung des Heiligen, seinem Wirken als Feldherr Karls des Großen mit den Kriegszügen nach Dalmatien und gegen den Herrscher von Mähren, seiner Herrschaft als Herzog von Kärnten bis zur Schilderung, dass er in Millstatt einen heidnischen Tempel zerstört und die Götzenstatuen in den See geworfen habe. Derartige Legenden und märchenhafte Berichte finden sich im Werk „De migratione gentium“ des Wolfgang Lazius vom Jahre 1602 oder den „Annales Carinthiae“ des Hieronymus Megiser vom Jahre 1610 und schließlich im „Quinternio Antiquissimus“, einer Millstätter Chronik aus der Zeit um 1676, die auf der Grundlage der Werke von Lazius und Megiser das Leben und Wirken des Domitian bis zu detaillierten Jahresangaben schildert, die überhaupt keinen Wahrheitsgehalt aufweisen. Im Jahre 1658 erschien in den Acta Sanctorum der Band mit den Biographien der Heiligen und Seligen, die an den ersten sechs Tagen des Februar verehrt werden. Zum 5. Februar findet sich die Biographie des Domitian, der auch „Tuitian“ genannt werde. Der Text stammt von P. Philipp Algamb SJ. Er distanziert sich von den Ausführungen des Lazius und des Megiser und hält sich weitgehend an die Ausführungen der Domitians-Vita, die von ihm auch vollständig abgedruckt wird. Die Bezeichnung „Tuitian“ übernimmt Algamb von zwei Ablassurkunden aus dem Jahre 1463.
Eine ausführliche Lebensbeschreibung wurde 1692 von P. Ignaz Jung SJ verfasst, der längere Zeit in Millstatt verbracht hat. Er beruft sich ausdrücklich auf die Werke von Lazius und Megiser und zieht in seine Schilderungen auch die Ausführungen der Conversio Bagoariorum et Carantanorum ein, um Domitian mit dort genannten Persönlichkeiten zu identifizieren. Eine weitere Biographie liegt in einer Handschrift vor, die sich als Abschrift eines im Jahre 1734 in Wien im Druck erschienenen Werkes bezeichnet. Die Handschrift ist im Besitz der Pfarre Millstatt und befindet sich als Leihgabe im Stiftsmuseum. Alle diese phantastischen Schilderungen haben mit der ursprünglichen Tradition, wie sie in der Domitians-Vita um 1170 begegnet, allerdings nichts zu tun. Heute gilt es als wissenschaftlich erwiesen, dass Domitian ein slawischer Edler war, der unter Karl dem Großen eine lokal begrenzte Herrschaft im heutigen Oberkärnten ausübte, sein Volk zum christlichen Glauben führte und in Millstatt ein bestehendes heidnisches Heiligtum in eine christliche Kirche umwandelte. Über alle Jahrhunderte hinweg erhielt sich seine Verehrung und sein Gedenken wird alljährlich am 5. Februar begangen, seit einigen Jahren ist er auch im offiziellen liturgischen Kalender der Diözese Gurk-Klagenfurt verzeichnet.